# Ceremonia de la Val de Lozoya
La Ceremonia de la Val de Lozoya fue el acto que se celebró el 25 de octubre de 1470 en el segoviano Sexmo de Valdelozoya en que se declaró heredera al trono del Reino de Castilla a Juana la Beltraneja.
Este acto es consecuencia política directa del Pacto de Guisando, pacto nacido bajo los auspicios de Diego López Pacheco, marqués de Villena, en el que se declaró a Isabel, hermana del rey Enrique IV de Castilla, Princesa de Asturias y, por tanto, primera en la línea sucesoria al trono. Esto perjudicaba claramente a Juana, hija de Enrique IV y de Juana de Portugal y motejada como Juana la Beltraneja, pues se acusó como padre a Beltrán de la Cueva (por parte del círculo contrario al rey) consejero del rey y supuesto amante de la reina Juana, punto este que jamás se ha llegado a probar.
Casó Isabel I de Castilla con el infante Fernando II de Aragón, contrariando enormemente a su hermano el rey Enrique IV de Castilla, el cual contaba con la prerrogativa de escoger marido para su hermana Isabel I de Castilla según las condiciones en las que se firmó el Pacto de  Guisando, lo que provocó la venganza del rey, azuzado por su consejero, el Marqués de Villena, que temía con este enlace el resurgir del poder e influencia aragoneses en Castilla.
Esta venganza cristaliza con la celebración de la Ceremonia de la Val de Lozoya, que tuvo lugar el 25 de noviembre de 1470 en un lugar cercano a Lozoya, entre el Paular y Buitrago. En este acto, la princesa Juana fue entregada por la familia Mendoza, bajo cuya custodia había permanecido hasta entonces, al rey Enrique IV de Castilla, el cual juró junto con su esposa Juana de Portugal sobre la cruz del pectoral del cardenal de Albi que la niña era hija legítima suya. A continuación, los nobles y prelados presentes con el obispo francés de Albi a la cabeza, la juraron como heredera, y en el mismo lugar se celebraron los desposorios de esta niña de ocho años de edad con el conde de Boulogne, representante del duque de Guyena, hermano del rey de Francia, Luis XI; aunque la boda nunca se llegó a celebrar.
De vuelta a Segovia, Enrique IV hizo publicar la declaración de Juana como princesa de Asturias, y la anulación oficial de la concordia de Guisando. En un documento análogo su hermana Isabel I de Castilla, replicó justificando su boda con Fernando II de Aragón, y acusando a su hermano de perjurio, con lo que el reino volvió a la anarquía, vislumbrándose en el horizonte la futura guerra civil por el trono de Castilla entre los partidarios de Isabel y los de Juana.